# Aegir (Schlüsselnetz)

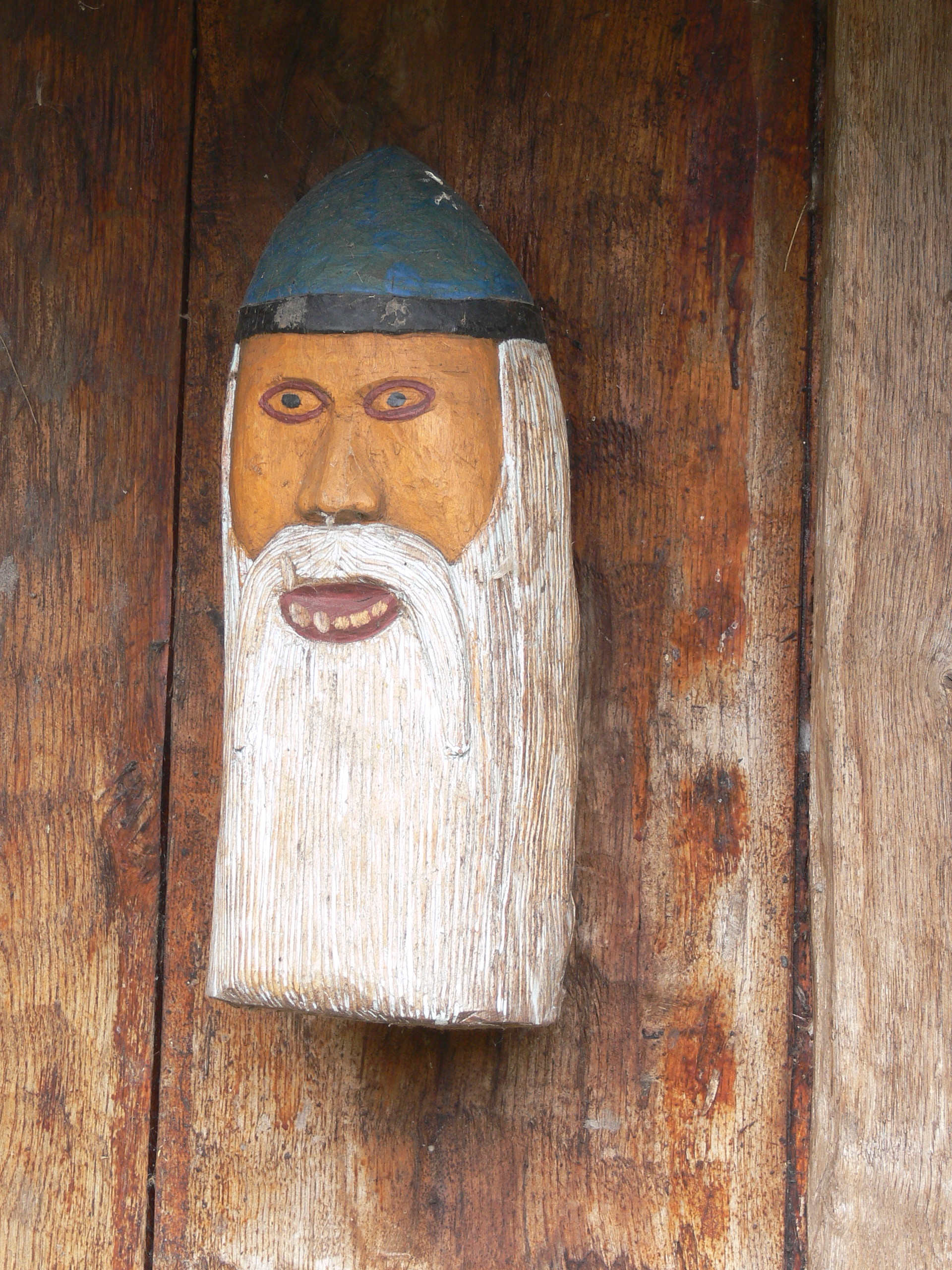
Der nordische Ægir, ein Herrscher der See.

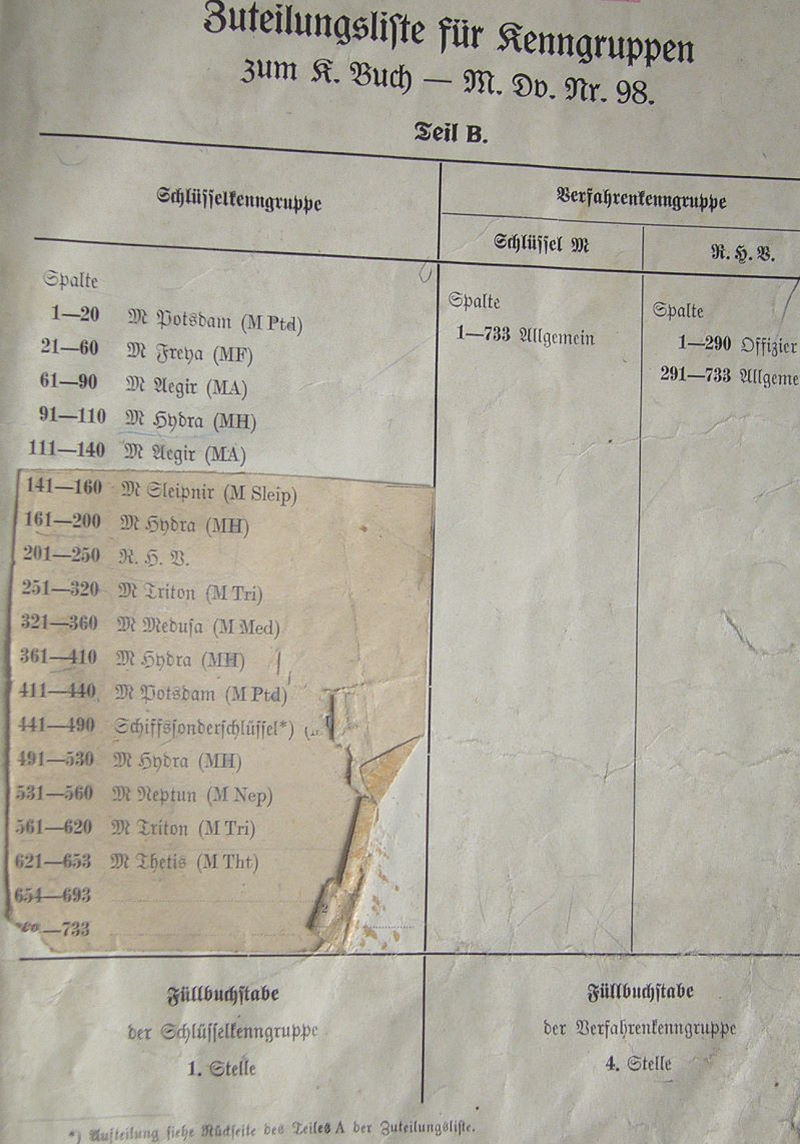
Aegir in der Zuteilungsliste für Schlüsselkenngruppen.

Aegir (kurz: MA; vor 1943: Außerheimische Gewässer) war im Zweiten Weltkrieg der deutsche Deckname eines Funkschlüsselnetzes der Kriegsmarine zur geheimen Kommunikation mit Kriegsschiffen auf Hoher See. Die britische Tarnbezeichnung war Pike (deutsch „Hecht“).
Benannt ist es nach Ægir, dem germanischen Riesen der See aus der nordischen Mythologie.

## Geschichte
Im August 1939, also noch vor Beginn des Zweiten Weltkriegs,  hatte die deutsche Kriegsmarine die beiden separaten Schlüsselnetze „Heimische Gewässer“ und „Außerheimische Gewässer“ gebildet. So trennte sie zwischen Marineeinheiten, die sich in Küstennähe von Deutschland oder besetzter Gebiete befanden, und Einheiten, die auf Hoher See beziehungsweise vor feindlichen Küsten operierten. Zunächst wurden diese Netze gleichermaßen für Überwasserschiffe und für U-Boote genutzt.
Am 5. Oktober 1941 wurde ein neues Netz gebildet. Exklusiv für die im Atlantik auf alliierte Geleitzüge operierenden U-Boote wurde ein neues Schlüsselnetz namens Triton eingeführt. Somit stand „Außerheimische Gewässer“ nun nur noch den fernab eigener Küsten operierenden Überwassereinheiten zur Verfügung.
Zu Jahresbeginn 1943 wurde „Außerheimische Gewässer“ in „Aegir“ umbenannt und für die wenigen noch auf See befindlichen Überwasserkriegsschiffe sowie für die in Übersee operierenden Hilfskreuzer benutzt.
Im Gegensatz zu fast allen anderen Schlüsselnetzen der Kriegsmarine, die von  britischen Codebreakers im englischen Bletchley Park (B.P.), regelmäßig entziffert wurden, blieb Aegir ungebrochen. Dies lag vermutlich daran, dass nur relativ wenige Funksprüche über Aegir abgewickelt wurden, oder, dass die Alliierten Aegir als zu unbedeutend angesehen haben.

## Funkspruch
Der folgende authentische Aegir-Funkspruch wurde im Januar 1944 vom britischen Y Service abgefangen und aufgezeichnet.
```
“JJC”
4265M KCS BGH-60/FS
2058 NR100 W35 8F6 10 JAN., 1944 G
               =437=Aegir
```

```
IEDCD KSYGK MFEAH UNOSP OFNNR VBENK VVJNG HYINW QCIGT CNPZY
COCKQ EFIJD DISNE UHWKF FZFQQ BVAUC ANKUK RCHMJ UDFZQ FUBAY
ICZJE BWZIY QLAJO NJRRD XOIFY MRWHB VXAHB ZNUUJ DTHQP GYGPP
TYRZC XKBLD EWOBD YHOVQ XWMDV
```